# Wahldelikte
Wahldelikte sind Straftaten, die in Deutschland in den §§ 107 ff. des Strafgesetzbuches erfasst sind und im Zusammenhang mit Wahlen verübt werden. 

## Zweck und Geltungsbereich
Die Bestimmungen sollen den ordnungsgemäßen Ablauf der Wahlen sichern.
Gem. § 108d StGB erstreckt sich die Strafandrohung auf die Wahlen zum Bundestag, zu den Länderparlamenten, dem Europäischen Parlament, den Gemeinde-, Kreis- und Volksabstimmungen und Urwahlen in der Sozialversicherung, während Wahlen zu kirchlichen oder anderen Körperschaften – etwa der Rechtsanwaltskammer – nicht erfasst werden.

## Einzelne Tatbestände
Wegen Wahlbehinderung wird gem. § 107 StGB bestraft, wer mit Gewalt oder durch Drohung mit ihr eine Wahl oder die Feststellung ihres Ergebnisses verhindert oder stört. Die Vorschrift schützt die Wahlen und die Abstimmung als gesamten Vorgang ebenso wie die Feststellung ihrer Ergebnisse.
Der Wahlfälschung nach § 107a StGB macht sich schuldig, wer unbefugt wählt oder sonst ein unrichtiges Wahlergebnis herbeiführt, indem er etwa ausgefüllte Wahlscheine vernichtet oder das Wahlergebnis verfälscht, was durch manipuliertes Auszählen möglich ist. Wer das Ergebnis unrichtig verkündet oder verkünden lässt, erfüllt den Straftatbestand ebenfalls. 
Strafbewehrt ist gem. § 107b StGB auch die Fälschung von Wahlunterlagen, ein Tatbestand, der dann erfüllt ist, wenn der Täter sich vorschriftswidrig in das Wählerverzeichnis eintragen lässt, jemanden dort einträgt, der darauf keinen Anspruch hat, oder eine befugte Eintragung verhindert.
Werden Wähler über den Inhalt ihrer Stimmabgabe getäuscht, ist dies gem. § 108a StGB unter Strafe gestellt.